# Effroyable belle-mère
Pour plus de détails, voir Fiche technique et Distribution.
Effroyable belle-mère (titre original : The Wrong Stepmother) est un téléfilm de suspense américain réalisé par David DeCoteau, sorti en 2019. Il met en vedettes dans les rôles principaux Vivica A. Fox, Cindy Busby et Corin Nemec.

## Synopsis
Michael, un père célibataire, élève seul ses deux filles depuis le décès de sa femme. Il rencontre Maddie Sawyer et commence à nouer une relation sentimentale avec elle. Sa fille adolescente, Lily, est d'abord heureuse pour son père qu'il ait une nouvelle petite amie. Mais au fur et à mesure que Lily apprend à connaître Maddie, elle commence à se méfier d’elle et à soupçonner qu'elle cache un sinistre secret ?

## Distribution
- Vivica A. Fox : Madame Price
- Cindy Busby : Maddie
- Corin Nemec : Michael
- Tracy Nelson : Docteur Harris
- Calli Taylor : Lily
- McKinley Blehm : Nicole
- Michael Bergin : Clayton
- Mitchell Hoog : Patrick
- Gina Hiraizumi : Cynthia
- Leonardo Cecchi : Tyler[2]
- R.J. Cantu : Mr. Quinn
- Joy Bergin : le Patron
- Steve Richard Harris : Steve
- Scarlett Roselynn : La fille de Steve
- Alex Steinhauer : Casey
- Porsha Daniels : Susie
- Michael Gaglio : le patron du bar
- Paula LaBaredas : Carla[3]